# Syzygium bijouxii
Syzygium bijouxii är en myrtenväxtart som beskrevs av E.L.Joseph Guého och Andrew John Scott. Syzygium bijouxii ingår i släktet Syzygium och familjen myrtenväxter.
Artens utbredningsområde är Mauritius. Inga underarter finns listade i Catalogue of Life.